# STS-65
是历史上第六十二次航天飞机任务，也是哥倫比亞號太空梭的第十七次太空飞行。

## 任务成员
- 罗伯特·卡巴纳（Robert D. Cabana，曾执行、以及任务），指令长
- 詹姆斯·海塞尔（James D. Halsell，曾执行、以及任务），飞行员
- 理查德·赫耶布（Richard J. Hieb，曾执行、以及任务），任务专家
- 卡尔·瓦兹（Carl E. Walz，曾执行、以及任务），任务专家
- 焦立中（Leroy Chiao，曾执行、以及任务），任务专家
- 唐纳德·托马斯（Donald A. Thomas，曾执行、以及任务），任务专家
- 向井千秋（Chiaki Mukai，日本宇航员，曾执行以及任务），有效载荷专家

### 替补有效载荷专家
- 让-雅克·法维尔（Jean-Jacques Favier，法国宇航员，曾执行任务）